# Oblast de Tchernihiv
L’oblast de Tchernihiv (en ukrainien : Чернігівська область, Tchernihivs’ka oblast’) ou oblast de Tchernigov (en russe : Черниговская область, Tchernigovskaïa oblast) est une subdivision administrative de l'Ukraine. Sa capitale est la ville de Tchernihiv ou Tchernigov. Il compte 0,9 million d'habitants en 2022.

## Géographie
L'oblast de Tchernihiv, qui couvre une superficie de 31 865 km2, est la troisième plus vaste oblast d'Ukraine. Elle se trouve dans le nord de l'Ukraine. Elle est bordée au nord par la Biélorussie (voblast de Homiel) et par la Russie (oblast de Briansk), à l'est par l'oblast de Soumy, au sud par l'oblast de Poltava et à l'ouest par l'oblast de Kiev. Le réservoir de Kiev et le Dniepr la séparent de l'oblast de Kiev.

## Population

### Démographie
La population de l'oblast de Tchernihiv a commencé à décliner dans les années 1970, un déclin qui s'est accéléré dans les années 1990. L'oblast a également la plus faible densité de toutes les oblasts d'Ukraine.
Recensements (*) ou estimations de la population :
| 1959*     | 1970*     | 1979*     | 1989*     | 2001*     |
| --------- | --------- | --------- | --------- | --------- |
| 1 553 773 | 1 559 874 | 1 501 900 | 1 415 907 | 1 245 260 |

| 2009      | 2010      | 2011      | 2012      | 2013      |
| --------- | --------- | --------- | --------- | --------- |
| 1 121 329 | 1 109 747 | 1 098 209 | 1 088 509 | 1 077 802 |

| 2015      | 2021    | 2022    | - | - |
| --------- | ------- | ------- | - | - |
| 1 055 673 | 976 701 | 959 315 | - | - |

| Année | Fécondité | Naissances | Natalité | Année | Fécondité | Naissances | Natalité | Année | Fécondité | Naissances | Natalité |
| ----- | --------- | ---------- | -------- | ----- | --------- | ---------- | -------- | ----- | --------- | ---------- | -------- |
| 1990  | 1,86      | 15 283     | 10,8 %   | 2000  | 1,09      | 8 818      | 6,9 %    | 2010  | 1,33      | 10 091     | 9,1 %    |
| 1991  | 1,73      | 14 147     | 10,1 %   | 2001  | 1,05      | 8 451      | 6,7 %    | 2011  | 1,36      | 10 134     | 9,3 %    |
| 1992  | 1,67      | 13 638     | 9,8 %    | 2002  | 1,07      | 8 649      | 7,0 %    | 2012  | 1,40      | 10 222     | 9,4 %    |
| 1993  | 1,58      | 12 990     | 9,3 %    | 2003  | 1,07      | 8 813      | 7,2 %    | 2013  | 1,37      | 9 852      | 9,2 %    |
| 1994  | 1,49      | 12 193     | 8,8 %    | 2004  | 1,10      | 8 922      | 7,5 %    | 2014  | 1,36      | 9 552      | 9,0 %    |
| 1995  | 1,37      | 11 165     | 8,2 %    | 2005  | 1,11      | 8 792      | 7,5 %    | 2015  | 1,34      | 9 104      | 8,6 %    |
| 1996  | 1,36      | 11 024     | 8,2 %    | 2006  | 1,20      | 9 445      | 8,1 %    |       |           |            |          |
| 1997  | 1,28      | 10 256     | 7,8 %    | 2007  | 1,22      | 9 500      | 8,3 %    |       |           |            |          |
| 1998  | 1,20      | 9 567      | 7,3 %    | 2008  | 1,32      | 10 039     | 8,9 %    |       |           |            |          |
| 1999  | 1,12      | 8 865      | 6,9 %    | 2009  | 1,39      | 10 534     | 9,4 %    |       |           |            |          |

### Structure par âge
0-14 ans: 13.6%  (hommes 71,363/femmes 68,274)
15-64 ans: 67.2%  (hommes 332,790/femmes 355,908)
65 ans et plus: 19.2%  (hommes 61,376/femmes 135,159) (2017 officiel)

### Âge médian
total: 43.2 ans 
homme: 39.0 ans 
femme: 47.2 ans  (2017 officiel)

### Villes
Villes principales :
| Ville              | nom ukrainien       | nom russe          | habitants 1er janvier 2006 |
| ------------------ | ------------------- | ------------------ | -------------------------- |
| Tchernihiv         | Чернігів            | Чернигов           | 299.609                    |
| Nijyn              | Ніжин               | Нежин              | 75.469                     |
| Prylouky           | Прилуки             | Прилуки            | 61.211                     |
| Bakhmatch          | Бахмач              | Бахмач             | 19.236                     |
| Nossivka           | Носівка             | Носовка            | 14.741                     |
| Novhorod-Siverskyï | Новгород-Сіверський | Новгород-Северский | 14.498                     |
| Korioukivka        | Корюківка           | Корюковка          | 13.707                     |
| Horodnia           | Городня             | Городня            | 13.417                     |
| Mena               | Мена                | Мена               | 12.554                     |
| Itchnia            | Ічня                | Ичня               | 12.195                     |

## Lieux d'intérêt
Le parc national d'Itchnia et le parc national de Mezyn pour la protection de la nature.

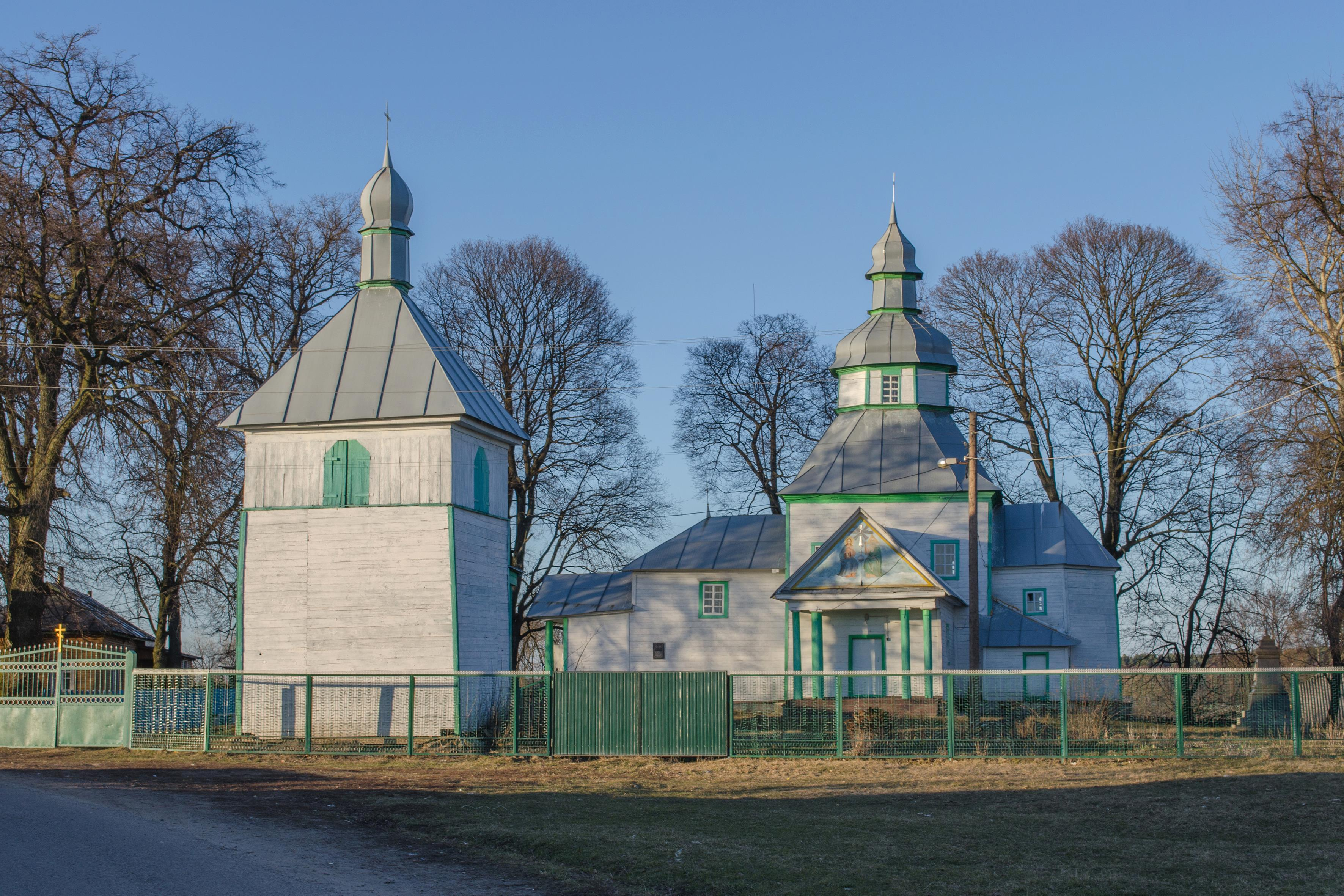
Eglise de la Trinité à Novij Bilous, classée[3].
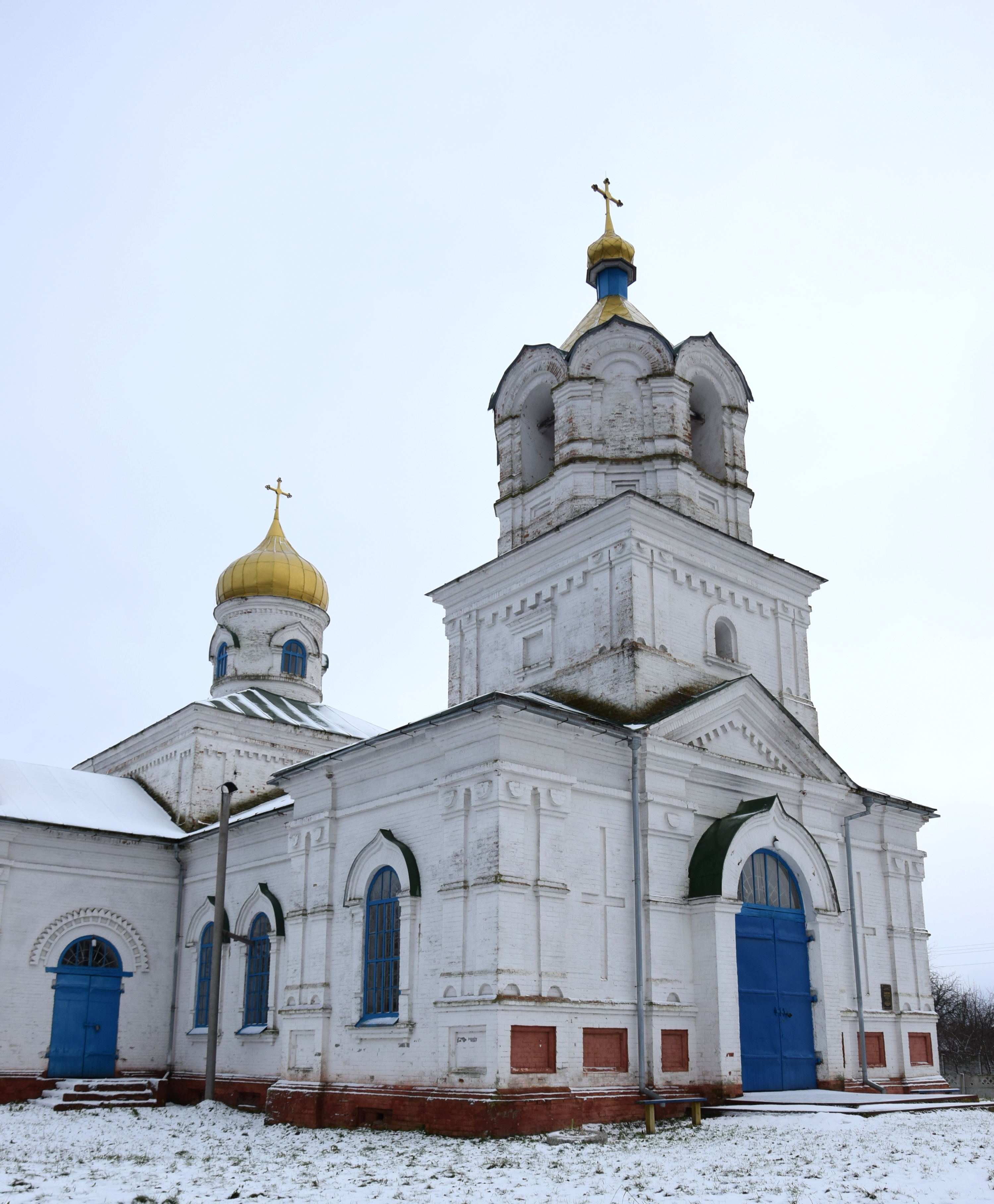
Eglise de l'Ascension de Loukashivka, classée[4].
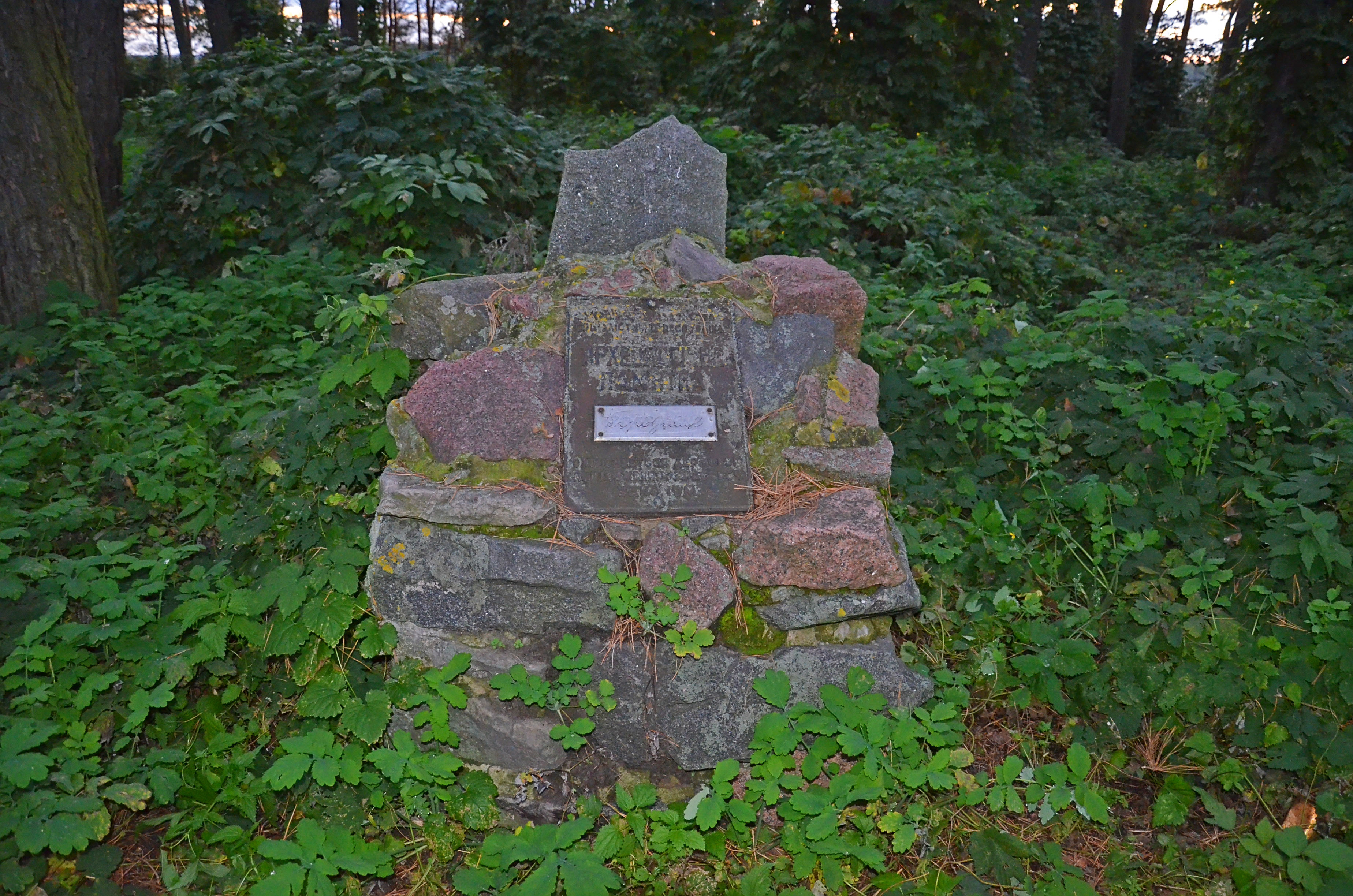
le fort de Korovel, classée[5].
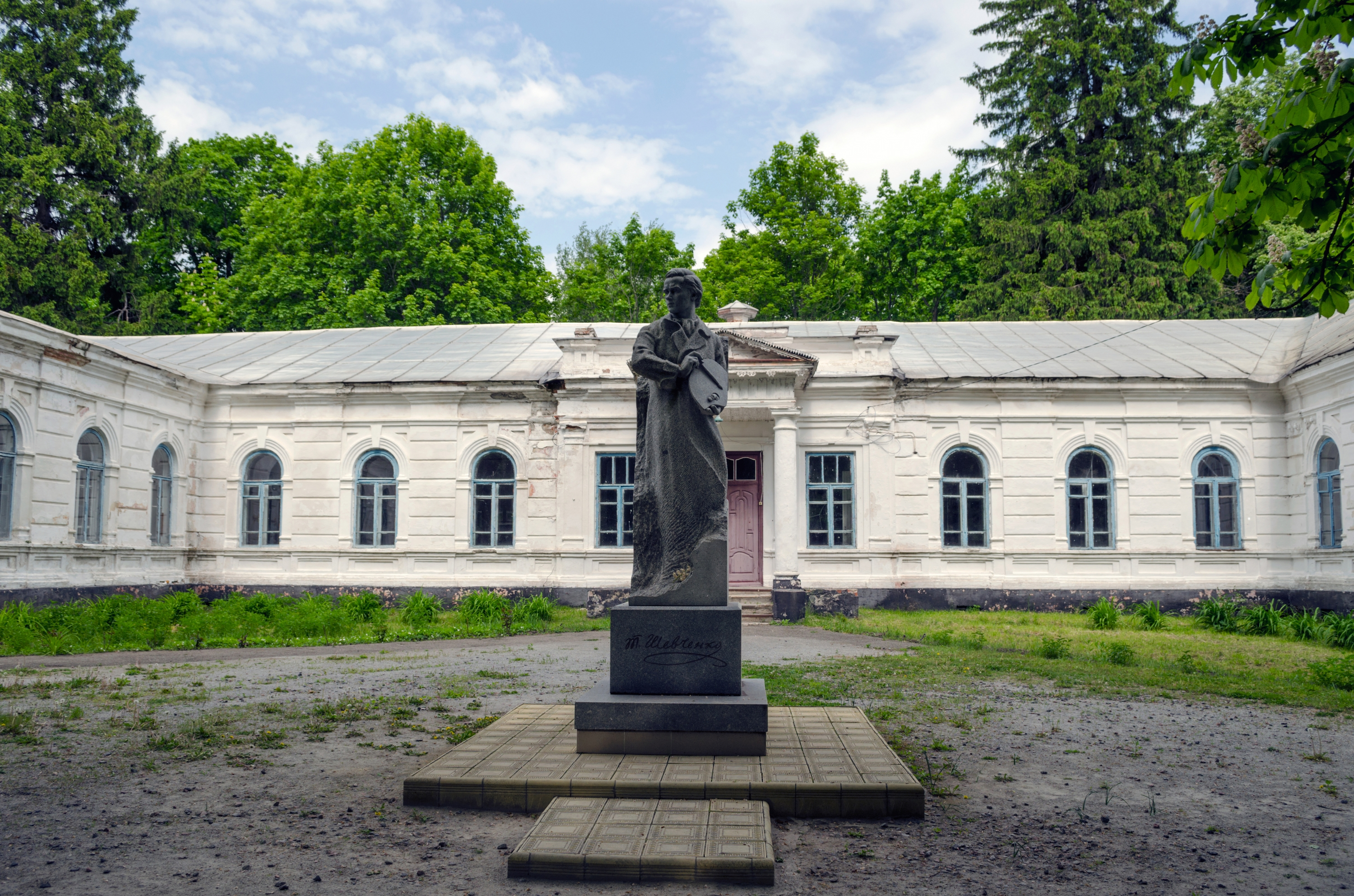
le domaine Lyzohoub, classée[6].